# Kartagina

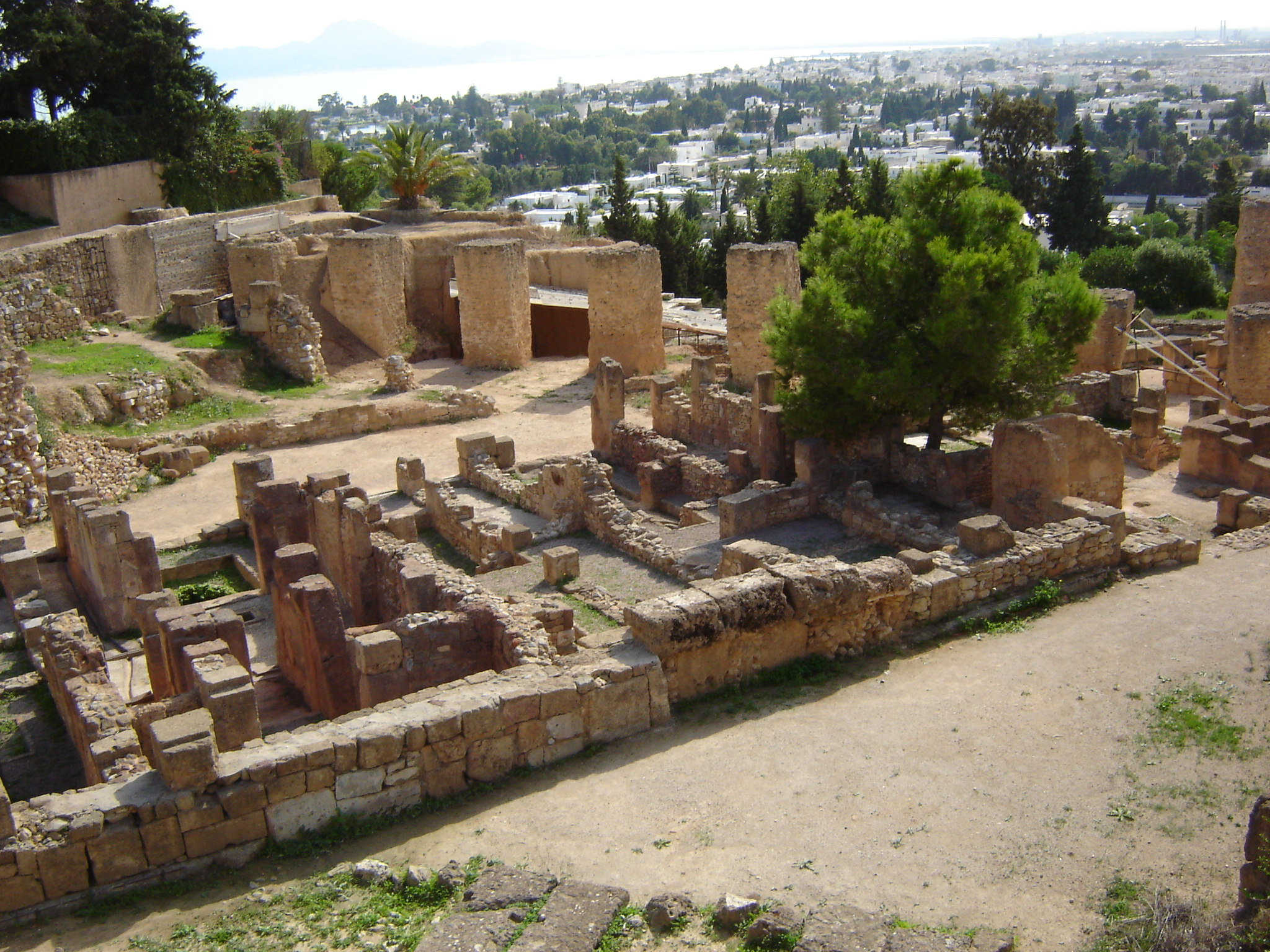
Fragment ruin

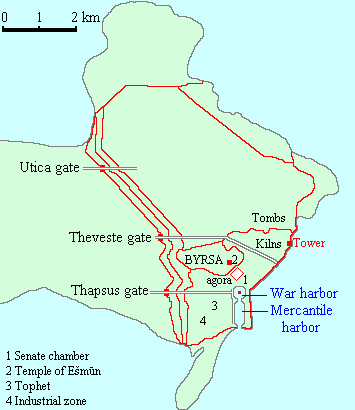
Plan Kartaginy

Kartagina (fen. Qrt-ḥdšt, Kart Hadaszt, lit. Nowe Miasto; łac. Karthago, Carthago, stgr. Καρχηδών Karchedon, arab. ‏قرطاج‎ Kartadż, hebr. ‏קרתגו‎ Kartago) – starożytne miasto w Afryce Północnej, położone na wybrzeżu Morza Śródziemnego. Założone w IX w. p.n.e. przez Fenicjan z Tyru. Kartagina była początkowo państwem-miastem, później stolicą Imperium Kartagińskiego. Ważny ośrodek handlowy i polityczny. Współcześnie stanowisko archeologiczne w pobliżu Tunisu.

## Historia
Szczyt potęgi Kartagina osiągnęła w III w. p.n.e. W tym stuleciu wdała się w serię wojen z Rzymem (wojny punickie), które doprowadziły do zagłady miasta w 146 roku p.n.e. Po kilkudziesięciu latach odrodziła się jako rzymska kolonia. Dostarczała zboża do Rzymu do 439 roku, kiedy zajęli ją Wandalowie, ustanawiając w niej swoją stolicę. Kartagina ponownie przeszła pod panowanie rzymsko-bizantyńskie w 533 roku. Po podboju Afryki Północnej przez Arabów – samej Kartaginy w 698 roku – miasto zaczęło tracić na znaczeniu i ostatecznie opustoszało.
Mury wokół miasta miały 32 km długości. Głównymi dzielnicami były: akropol, Byrsa i dzielnica portowa.

## Badania archeologiczne
Od XIX w. prowadzone są w Kartaginie prace wykopaliskowe. Najstarsze odnalezione ślady materialne pochodzą z połowy VIII w. p.n.e.